# Магомедов, Наби Абдурагимович
Наби Абдурагимович Магомедов — Профессор Университета Рочестера (США), Доктор химических наук, Доктор философии в области химии.

## Биография
Родился 31 марта 1970 года в городе Буйнакск ДАССР. Кумык.
Магомедовы приехали в Америку в 1995 году. Наби, в 1987 году с золотой медалью окончивший среднюю школу в городе Буйнакск и в 1993 году химический факультет Санкт-Петербургского университета, защитил докторскую диссертацию по химии в университете штата Огайо и постдокторскую работу в Гарвардском.
Сыграв в Дагестане свадьбу, Магомедовы переезжают в США.
Он успел поработать в Принстоне, а с 2002 года преподавал органическую химию в Рочестере.
Его жена Наталья Щербинина работала в исследовательском центре компании Bausch & Lomb.
Исследования Магомедова были посвящены созданию и разработке новых реакций в области органической химии. Его научные амбиции и чувство новаторства снискали ему ряд премий, присуждающихся молодым исследователем, в том числе престижной премии Исследовательской корпорации инновационного лидерства.
Трагически погиб вместе с женой и 3-летним сыном Амиром в автомобильной аварии в Нью-Йорке.
По словам декана его факультета Роберта Бекмана, Наби был спортсменом, увлекался тяжелой атлетикой.

## Смерть
В 2006 году 7 февраля на Нью-Йоркской скоростной магистрали близ Харримана, автомобиль Наби попал в аварию, предположительно случилось столкновение с грузовиком. Погибли профессор Наби Магомедов, его супруга Наталья и маленький сын Амир. Семья была похоронена на родине в Дагестане

## Память
В США его американскими коллегами был учреждён Фонд имени Наби Магомедова и Натальи Щербининой, с объявленной задачей поддержки молодых учёных в области химии.
В школе Буйнакска №2 открыли мемориальную доску ученному-химику Наби Абдурагимовичу 
В американском университете, где преподавал 30-летний профессор Н.А. Магомедов, ежегодно лучшему его выпускнику-химику вручается денежная премия имени Кумыка(Дагестанца), учрежденная университетом и компанией «Бош и Ломб» Вручением памятной медали с отчеканенной на ней фотографией супругов Наби и Натальи с сыном Амиром.
Во дворе Университета стоит скамья с табличкой, поясняющей, что Наби любил на ней отдохнуть.
У здания компании было посажено дерево в память о супругах из Дагестана,России.
Всего через месяц после смерти в Рочестере вышла книга с воспоминаниями о нем его американских коллег и друзей.
На родине учёного каждый год проводится олимпиада по химии в честь химика.